# Piula dels Nilgiri
La piula dels Nilgiri (Anthus nilghiriensis) és un ocell de la família dels motacíl·lids (Motacillidae).

## Hàbitat i distribució
Habita praderies de les muntanyes del sud-oest de '’Índia, a l'oest de Tamil Nadu i a Kerala.